# Cótimos
Cótimos é uma povoação portuguesa sede da Freguesia de Cótimos do Município de Trancoso, freguesia com 13,48 km² de área e 188 habitantes (censo de 2021), tendo, por isso, uma densidade populacional de 13,9 hab./km².
Além da sede, pertence a esta freguesia a povoação de À-dos-Ferreiros situada a cerca de três quilómetros daquela.
A freguesia encontra-se a 583 metros de altitude e é banhada pelo rio Massueime, para além da ribeira de Cótimos. Rodeada por paisagens vistosas: colinas, planaltos, montes. A freguesia de Cótimos possui monumentos tipicamente beirões, de beleza estética, de gastronomia é o vinho e o azeite, para além de salientar os bosques da Beira Interior.
Na parte setentrional situa-se o Parque Arqueológico do Vale do Côa, declarado Património Mundial pela UNESCO.

## Demografia
A população registada nos censos foi:
| Distribuição da População por Grupos Etários | Distribuição da População por Grupos Etários | Distribuição da População por Grupos Etários | Distribuição da População por Grupos Etários | Distribuição da População por Grupos Etários |
| -------------------------------------------- | -------------------------------------------- | -------------------------------------------- | -------------------------------------------- | -------------------------------------------- |
| Ano                                          | 0-14 Anos                                    | 15-24 Anos                                   | 25-64 Anos                                   | > 65 Anos                                    |
| 2001                                         | 5                                            | 28                                           | 92                                           | 69                                           |
| 2011                                         | 21                                           | 6                                            | 102                                          | 91                                           |
| 2021                                         | 8                                            | 9                                            | 76                                           | 95                                           |

## Topónimo
Há quem suponha o topónimo proveniente de um nome próprio bretão, Coetmen, talvez de uma família de moradores que tivesse abandonado o primitivo povoado próximo da nascente das águas termais.

## História

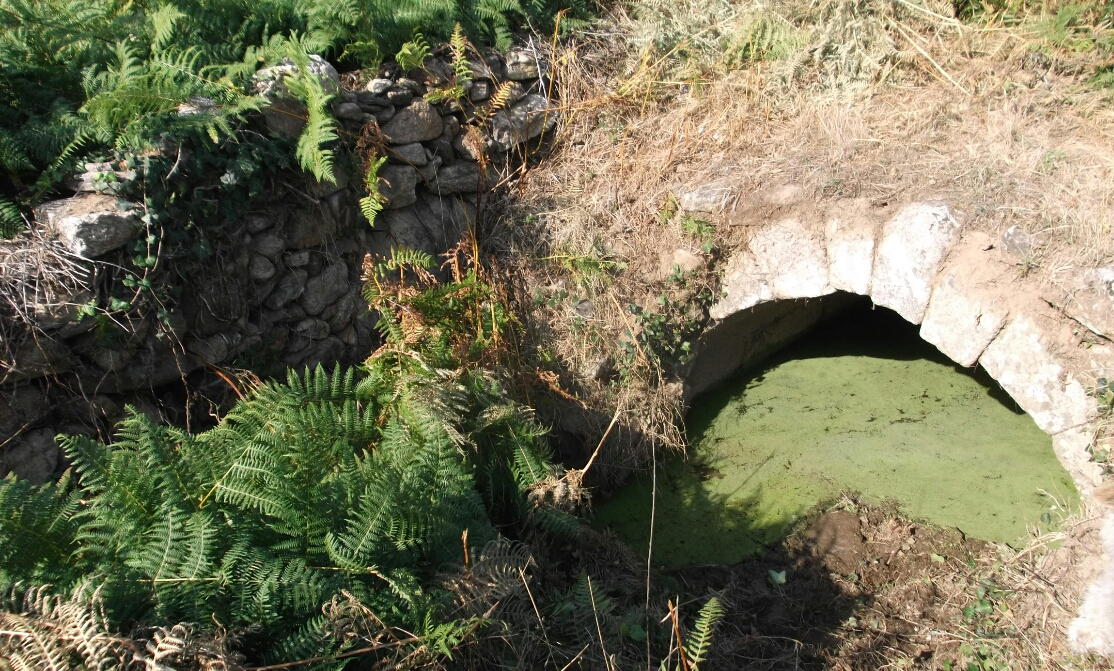
Fonte dos Cótimos Velhos

O primeiro povoado teve origem no sítio dos Cótimos Velhos, junto ao Cabeço de Falifa. Nome de origem germânica. Nesse local terá existido o castelo de Vacinata, hoje não passível de identificação, mas já documentado antes do século X, constando do testamento de D. Flâmula Rodrigues, elaborado no ano de 960.
Crê-se que a fundação de Cótimos remonte ao período de dominação visigótica, apesar de alguns indícios poderem apontar para uma época mais recuada durante a romanização.
Os romanos teriam fundado a povoação, não no atual assento, mas a cerca de um quilómetro a leste do Cabeço de Fálifa, próximo à nascente das águas termais. O general João de Almeida faz referências às ruínas de uma antiquíssima fortaleza lusitana, precisamente na Falifa, cerca de 1Km da povoação. Encontrou "blocos ciclópicos e os alicerces de algumas casas circulares, características das construções urbanas desses recuados tempos".
A situação atual do povoado, refere-a o pároco do séc. XVIII "quazi em campina com hum rocio no meyo, circuitado de cazas, donde se descobre o lugar do Acevo distante uma legoa". Pertenceu ao extinto concelho de Moreira de Rei e foi um curato anual da apresentação do vigário de Santa Marinha de Moreira, no séc. XVIII com uma renda considerada escassa de "seis mil e quinhentos reis, e uma fanega de trigo e dois almudes de vinho".

## Curiosidades

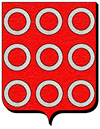
Brasão

COTIMO. Ignora-se a origem desta família, mas supõe-se que provém dos Coëtmen, nobres do ducado da Bretanha, em França, tanto mais que as armas dos Cótimos são iguais às dos marqueses de Coëtmen. Parece ser antiga em Portugal, pois as suas armas achavam-se no livro dos reis de armas anterior aos princípios do séc. XVI. A pessoa mais antiga do apelido, que se conhece, é Inês Pires Cotimo, casada com Estêvão Rodrigues da Costa, dos quais nasceu Pedro Anes Cotimo, natural de Alcácer do Sal e morador em Setúbal, fidalgo da casa do rei D. João II, que, dos seus dois matrimónios, teve geração por onde se continuou o apelido.
As armas que usam sâo: escudos de vermelho, com nove memórias de prata, postas 3, 3, e 3. 

## Economia
A principal atividade económica que encontramos na freguesia é a agricultura. Em termos mais específicos, as culturas do olival e a da vinha.
Destaca-se também uma vegetação espontânea caracterizada por uma vasta variedade de plantas silvestres que levou à implementação da apicultura sustentável, à produção de um mel com aromas, sabor único e genuíno.
Outro tipo de atividade económica praticada na freguesia é a extração de pedra, devido fundamentalmente às características geológicas da região.
Houve também a exploração de uma antiga área mineira encontrando-se atualmente desativada .
Existia um complexo termal que encerrou no ano de 1968. Estas águas serviam de tratamento de problemas músculo-esqueléticos, reumáticos, respiratórios e dermatológicos.
A pequena indústria, como transformação da madeira, pecuária, avicultura e pequeno comércio, são de se relevar.

## Ambiente
A freguesia de Cótimos situa-se numa zona de grande beleza. Pode-se apreciar o rio Massueime e os seus afluentes, para além das extraordinárias paisagens e o contacto com a natureza e contrafortes da Serra de São Pedro.
Em termos de fauna, existe uma reserva de caça, onde se podem encontrar mamíferos como a lebre e a raposa e aves como a perdiz, o açor, a águia real, a cegonha ou o chasco.
No caso da flora, destaca-se principalmente a oliveira, a videira para além da amendoeira. Em certas épocas do ano é extraordinário observar campos e montes floridos ou os mantos de neve no Inverno.
Em termos geológicos, a região caracteriza-se por ser granítica, ter xisto, podendo também ser encontrados bicos de quartzo ou turmalina.
O largo do Rossio é um espaço verde bonito ao centro do aglomerado habitacional da freguesia.

## Turismo, Cultura e Património

### Alguns monumentos
- Igreja matriz
- Capela de S. Sebastião
- Capela de S. Pedro
- Capela de Santo Amaro (A dos Ferreiros)
- Capela Quinta Campo
- Pelourinho
- Alminhas
- Pontes Romana dos Cótimos
- Fonte dos Cótimos Velhos
- Azenhas
- Lagares de azeite
- Sepulturas Antropomórficas (Porta Nova)
- Campo de Futebol Antigo
- Campo de Futebol
- Parque Infantil dos Cótimos
- Chafariz

### Festividades
- Festa de Santo Amaro
- Festa de Nossa Senhora de Fátima
- Festas de Verão (Festa do Imigrante)

### Comunidade Judaica
A comunidade judaica de Cótimos embora tenha sido umas das mais importantes, até à presente data ainda não foi alvo de um levantamento exaustivo.
A freguesia de Cótimos é aquela que na região da Beira Interior, contém, até ao momento, o maior número de marcas mágico-religiosas distribuídas pelo aglomerado urbano identificáveis numa área bastante significativa.
Algumas fotografias das cruzes e sinais picotados que assinalavam na entrada exterior das moradas que atestavam a nova condição religiosa dos novos cristãos ainda hoje existentes na freguesia de Cótimos.

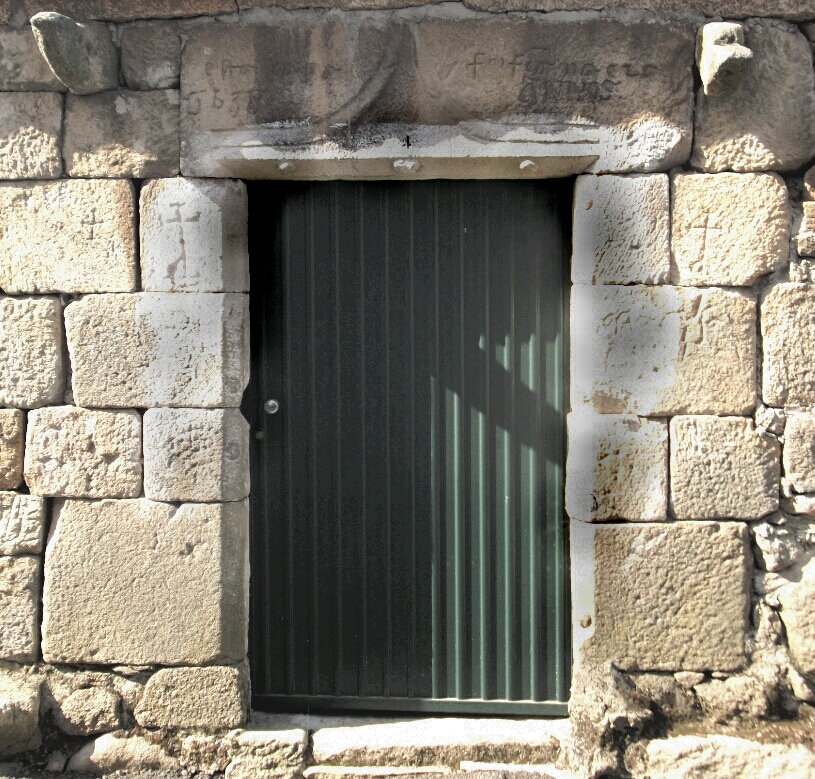
Imóvel com várias cruzes e símbolos gravados
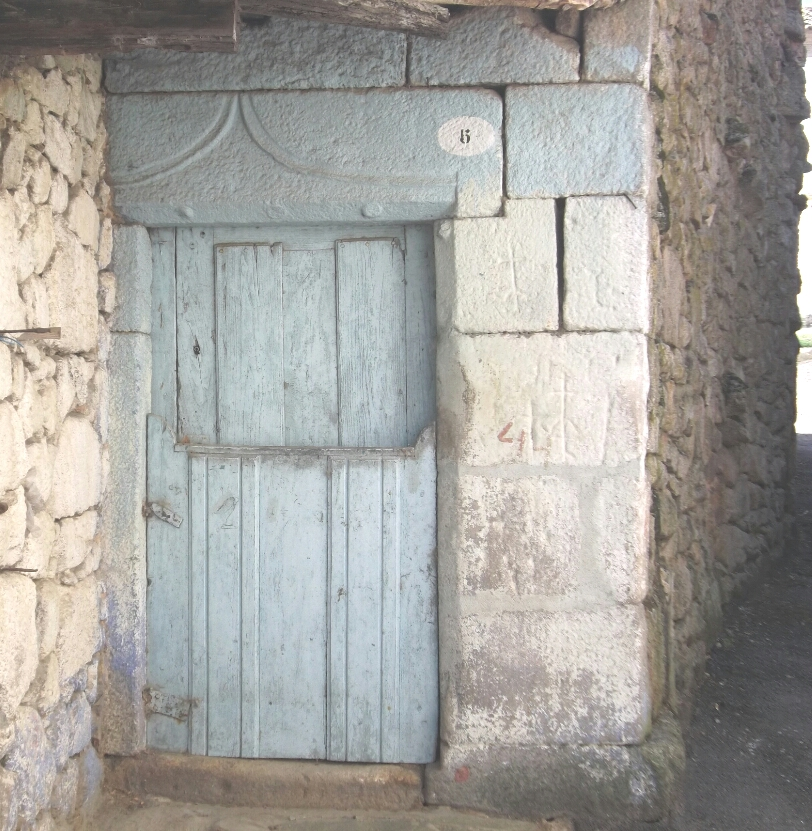
Imóvel com cinco cruzes gravadas na ombreira direita
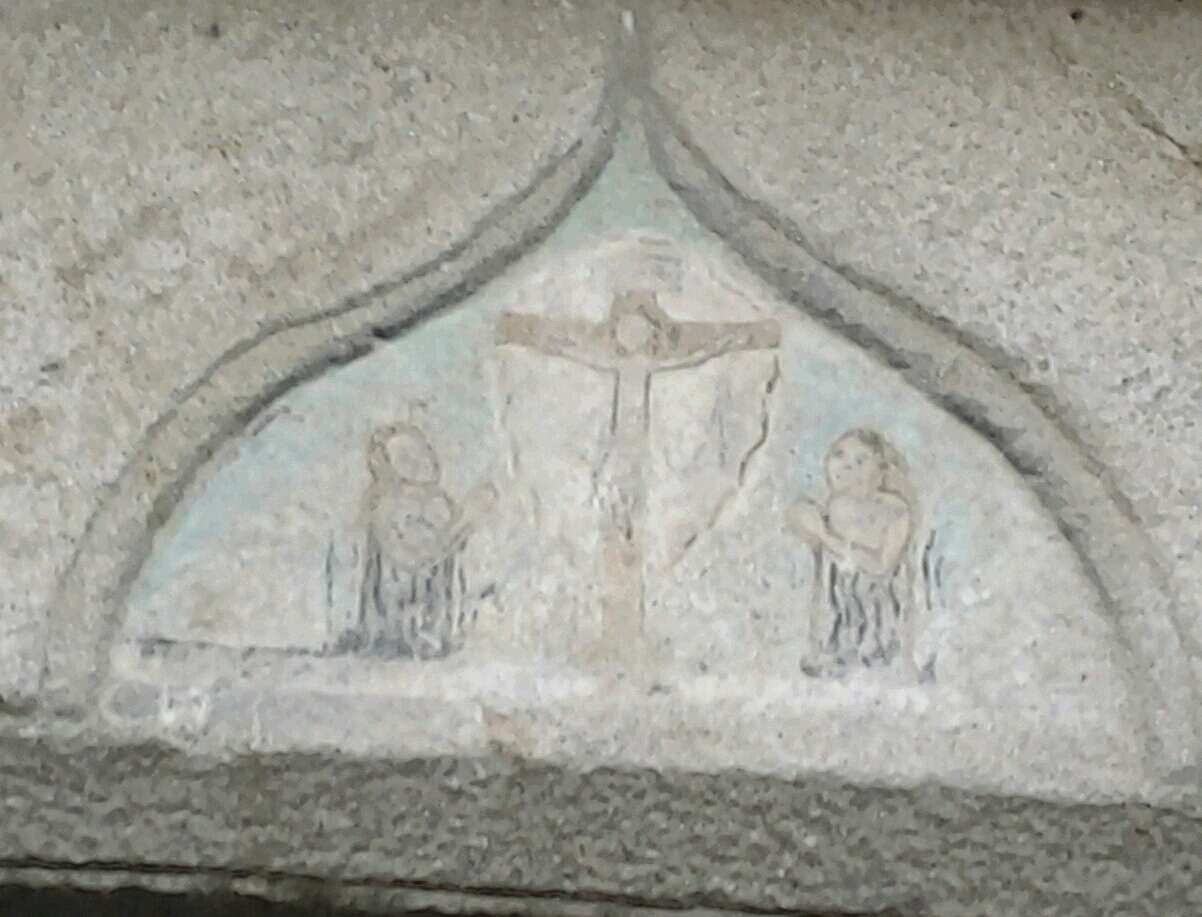
Painel pintado no granito, alusivo às Almas
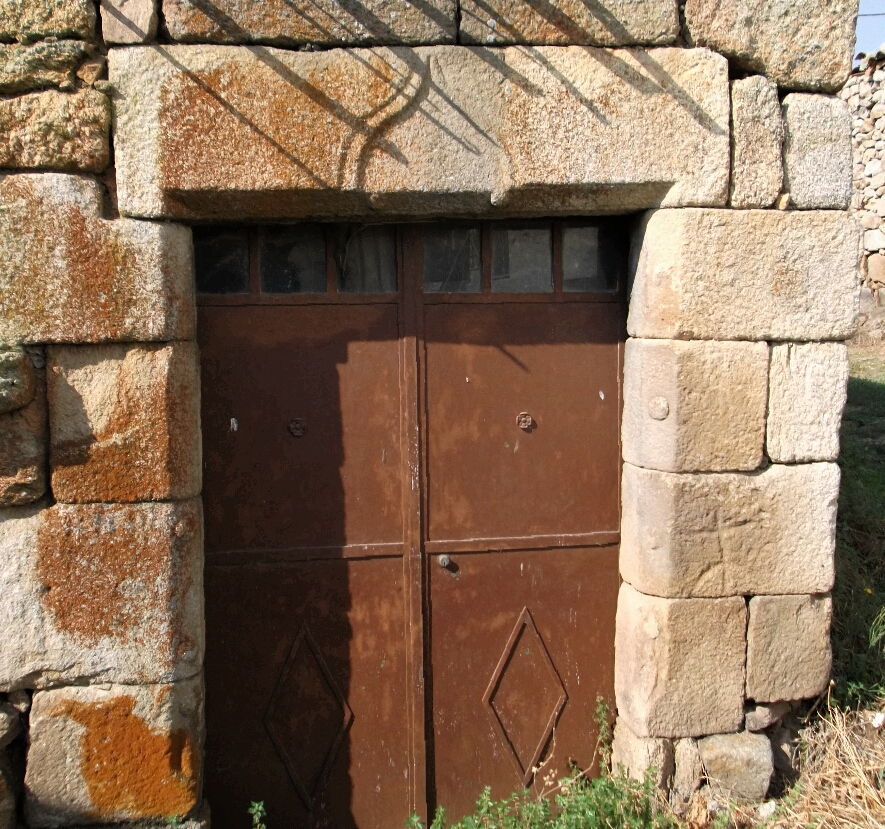
Imóvel com cruzes gravadas
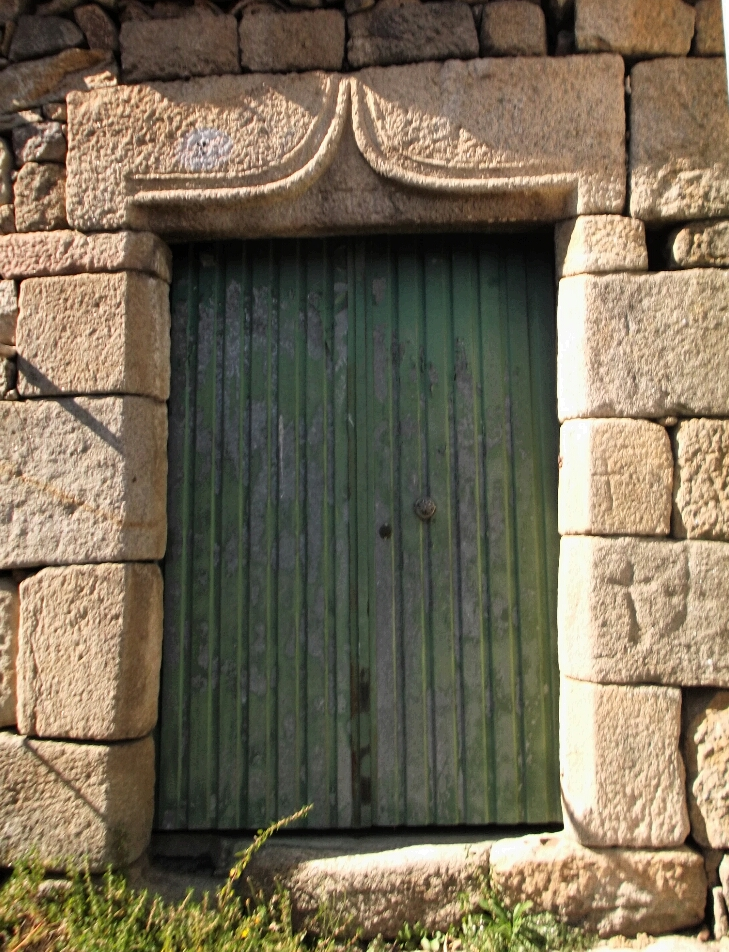
Imóvel com três cruzes gravadas na ombreira direita

## Coletividades
° Grupo Desportivo e Cultural de Cótimos
° Centro de Solidariedade Social de Santo André
° Associação Caçadores da Serra de São Pedro
° Associação de Promoção Desenvolvimento e Melhoramentos das Beiras

## Gastronomia
Um dos elementos mais atrativos a nível gastronómico em Cótimos é o seu vinho, azeite e o mel.
Na doçaria podem-se destacar as cavacas, o arroz doce, as filhós e os coscoréis.

## Minas do Massueime
Esta antiga área mineira localiza-se na freguesia de Cótimos, concelho de Trancoso, distrito da Guarda, numa encosta de declive suave para Este, a uma altitude média de 545 metros, distando 700 metros para NW do V.G. São Pedro. Situada em zona erma do ponto de vista habitacional, já que a povoação de Cótimos se situa a 2 km para NW e Freixial a 1,8 km para SW. Os terrenos são intensamente cultivados com vinha e cereal (centeio).
Esta área foi sujeita a exploração subterrânea, localizando-se numa linha de festo. Esta linha é paralela ao desenvolvimento da estrutura hercínica regional ENE, que origina cumeadas com cristas quartzosas, desde a serra da Marofa até Sátão.
Os trabalhos mineiros consistiram na abertura de poços ligados entre si por galerias (entre piso) para retirar algumas bolsadas de minério mais rico. Esta mina produziu cerca de 9.006 kg de U3O8, contido em minérios com um teor 0,173% de U3O8. À superfície, os 4 poços distribuem-se por cerca de 50 metros.
O jazigo está confinado na zona de contacto entre o Complexo Xisto-Grauváquico ante-Ordivícico e os quartzitos que formam a Serra de São Pedro. Na zona de contacto, entre o Freixial e a ponte do Massueime existe um conjunto de filões quartzosos e pegmatíticos com direção E-W e com pendores que variam entre os 80º/75º para Norte.
Em 1921, tiveram início os primeiros trabalhos mineiros subterrâneos (galerias e poços) e o aproveitamento dos depósitos aluvionares e eluvionares de cassiterite dos leitos do Massueime, Freixial e Rasa (Viana, 1927).
Os filões pegmatíticos de Massueime apresentam a notável particularidade de neles ter sido encontrada pela primeira vez ambligonite (fosfato de lítio) em Portugal.
A mineralização destes filões é constituída na sua maioria por cassiterite, estanite, pirite, calcopirite, scheelite e ambligonite (este mineral tende a concentra-se em bolsadas com peso superior a 500 kg) - (Sousa, 1944).
A cassiterite encontra-se disseminada no quartzo e na ambligonite, contudo nestas minas aparecem cristais deste mineral com um habitus piramidal muito particular (piões de cassiterite).
Os trabalhos de exploração mineira terminaram em 1954.